# Faisal Qureshi
Faisal Qureshi, född den 16 augusti 1964 i Karachi, är en pakistansk entreprenör och TV-värd.
Qureshi har en examen i elektroteknik från Louisiana State University. Han är också grundare av och tidigare ordförande för Mensa Pakistan och nätverket Loose Ends Pakistan. 2009 nämndes han i Forbes som en av världens högst betalda TV-värdar.[källa behövs] Han använder sig också i hög grad av sociala medier för sin marknadsföring, såsom Facebook, bloggar och Twitter. 